# DataFinder
Der DataFinder ist eine freie Software zur Verwaltung wissenschaftlich-technischer Daten, die durch die DLR-Einrichtung Simulations- und Softwaretechnik entwickelt wurde. Die Einsatzzwecke umfassen Bereiche wie die Erfassung und Analyse des Flugverkehrs oder Simulationen wie TRACE (Turbomachinery Research Aerodynamic Computational Environment) zur Simulation von Strömungen in Turbinen.

## Hintergrund
Aufgabe des DataFinder ist es, vorhandene und neu erzeugte wissenschaftliche Daten in geeigneter Weise mit Metainformationen zu kennzeichnen, zu strukturieren und so Ordnung zu schaffen. Eine weitere Aufgabe des DataFinder ist die Integration der an diesen Arbeitsprozessen beteiligten Software-Anwendungen. Zur Strukturierung der Daten bietet der DataFinder die Möglichkeit, ein frei definierbares Datenmodell zu erstellen, in dem die wissenschaftlich-technischen Daten abgelegt werden.
Das Datenmodell kann dabei vom DataFinder-Administrator frei vorgegeben werden. Weiterhin basiert die Software auf offenen, flexiblen Standards mit Zukunftsperspektive wie XML und WebDAV. Dadurch ist der DataFinder leicht erweiterbar und flexibel anpassbar. Die Software erlaubt weiterhin die skriptgesteuerte Automatisierung einfacher Workflows und die Integration in weitere Plattformen.
Der DataFinder ermöglicht es, Daten effizient strukturiert und organisiert zu verwalten und sie so jedem Mitarbeiter leicht zugänglich zu machen. Informationen über den Datenkontext bleiben dabei erhalten. Das System ist so ausgelegt, dass es den Anwender in seiner Arbeitsweise unterstützt – ohne die in der wissenschaftlichen Forschung notwendige Flexibilität und Dynamik der Arbeitsvorgänge zu weit einzuschränken. Dabei kann das System auch  räumlich verteilte Datenquellen verarbeiten und greift dabei auf eine GridFTP-Implementierung zurück, mit der Ressourcen aus dem D-Grid erschlossen werden können. Ebenso eingebunden werden können Amazon S3 Storage Cloud-Dienste oder gängige Datenbanksysteme wie MongoDB.